# 長野県立阿智高等学校
もしかして
- 長野県阿智高等学校

ではありませんか？